# 왕쉐얼
왕쉐얼(汪雪儿, 1998년 1월 15일 ~ )는 배영을 주종목으로 하는 중국의 수영 선수이다. 2014년 인천 아시안 게임 여자 배영 100m 결승 경기에서 동메달을 확득했다.